# Pheia
Pheia is een geslacht van vlinders van de familie spinneruilen (Erebidae).

## Soorten
- P. admirabilis Bryk, 1953
- P. albisigna Walker, 1854
- P. attenuata Kaye, 1919
- P. beebei Fleming, 1957
- P. bisigna Kaye, 1911
- P. costalis Rothschild, 1911
- P. daphaena Hampson, 1898
- P. discophora Dognin, 1909
- P. dosithea Schaus, 1924
- P. elegans Druce, 1884
- P. flavicincta Dognin, 1906
- P. flavilateralis Gaede, 1926
- P. fuscicorpus Rothschild, 1931
- P. gaudens Walker, 1856
- P. haemapera Schaus, 1898
- P. haemapleura Hampson, 1914
- P. haematosticta D.Jones, 1908
- P. insignis Rothschild, 1931
- P. lateralis Klages, 1906
- P. marginata Gaede, 1926

- P. mathona Dognin
- P. nanata Kaye, 1919
- P. plebecula Dognin, 1902
- P. pseudelegans Rothschild, 1931
- P. pyrama Dognin, 1911
- P. regesta Draudt, 1915
- P. serpensis Kaye, 1919
- P. simillima Kaye, 1919
- P. sperans Walker, 1856
- P. taperinhae Dognin, 1923
- P. utica Druce, 1889
- P. xanthozona Dognin, 1910